# Honda Odyssey (Norteamérica)
La Honda Odyssey es un automóvil monovolumen del segmento D, fabricado por la marca de automóviles Honda para el mercado norteamericano desde 1994 hasta la actualidad. Su quinta generación fue presentada en el 2018.
Inicialmente la Odyssey estaba pensado para ser un vehículo para Japón, debido a la crisis que atravesó el país en 1990 (Década perdida) y la restricciones en cuanto al tamaño del vehículos, hicieron que coexistieran dos versiones del mismo vehículo, el Odyssey japonés, que es un monovolumen de corto tamaño, posteriormente sucedido por el Honda Elysion en sus respectivos mercados y el Odyssey americano  que se sigue produciendo hasta la actualidad. teniendo como competidores el Dodge Caravan, Kia Sedona y Toyota Sienna.

## Primera generación (1994-1999)
La primera generación de Odyssey fue comercializada en América del Norte en 1994, basado en la plataforma del Honda Accord con un motor de cuatro cilindros, frenos de disco antibloqueo, y transmisión automática de 4 velocidades con palnca montada en la columna de dirección y función de retención en pendientes Grade Logic.
El Odyssey estuvo disponible en dos niveles de acabado. El LX tenía capacidad para siete pasajeros con dos asientos individuales delanteros, un banco central extraíble de tres plazas y un banco de dos plazas en la tercera fila. El EX tenía capacidad para seis pasajeros (utilizando dos asientos de capitán extraíbles en la segunda fila en lugar de la banqueta) y ofrecía equipamiento adicional, como portaequipajes, llantas de aleación, ajuste eléctrico de la altura del asiento del conductor, techo corredizo eléctrico, sistema de acceso remoto sin llave, faros antiniebla (modelos posteriores), molduras laterales y retrovisores del color de la carrocería, luces para mapas y sistema de audio AM/FM/casete de 200 vatios y seis altavoces.
En el mercado japonés esta primera generación recibió el nombre de Honda Shuttle.

### Isuzu Oasis

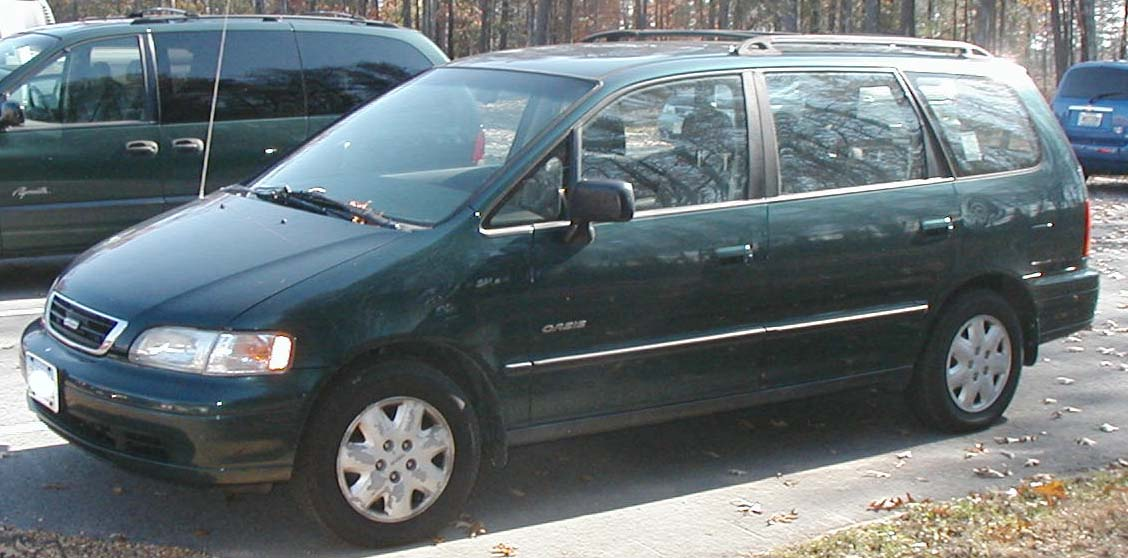
Isuzu Oasis 1999

En diciembre de 1992, Isuzu anunció su salida del mercado de turismos en 1993. En 1994, Isuzu negoció con Honda la venta de una versión del Honda Odyssey en sus concesionarios de EE. UU.
Después de que el Honda Odyssey fuera rediseñado para 1999, Isuzu continuó comercializando el Oasis durante un año más con cambios menores. Los modelos posteriores del Oasis incorporaban un motor VTEC de 2.3L similar al del Honda Accord de sexta generación.

## Segunda generación (1998-2004)
La segunda generación de la Odyssey, fue construida en Canadápara el mercado americano entre 1998 y 2004, y exportado a Japón bajo el nombre de Honda LaGreat. La campaña de publicidad para el nuevo Odyssey evoco momentos del film A Space Odyssey de 2001, particularmente en particular las secuencias del acoplamiento de la estación espacial y del aterrizaje lunar con la banda sonora del vals Danubio Blue.
En su segunda generación, el Odyssey era considerablemente más grande en tamaño que su predecesor, y adoptó puertas traseras corredizas en lugar de las tradicionales, una suspensión delantera de montantes más sencilla en lugar de la suspensión delantera de brazo de control superior e inferior del modelo 1995-1998, y un motor V6 de 210 CV (157 kW) en lugar del original de 4 cilindros. El Odyssey ofrecía dos puertas correderas como equipamiento de serie, mientras que algunos monovolúmen de la época sólo ofrecían una; la segunda puerta era opcional en los acabados inferiores. Ofrecía puertas correderas eléctricas para el acabado EX y manuales para el acabado básico LX. Mantuvo el asiento trasero plegable en el suelo, una innovación adoptada por muchos otros monovolúmenes. Esta generación también introdujo el sistema de navegación por satélite de Honda como opción para el acabado EX, que se convirtió en el primer sistema de navegación ofrecido en un vehículo Honda. Sin embargo, se eliminó el techo corredizo eléctrico del acabado EX de la generación anterior. 
El modelo de 2004 fue el único modelo de la segunda generación del Odyssey que recibió una calificación de fiabilidad de cinco sobre cinco según Automotive Information Systems.

### Rediseño de 2002

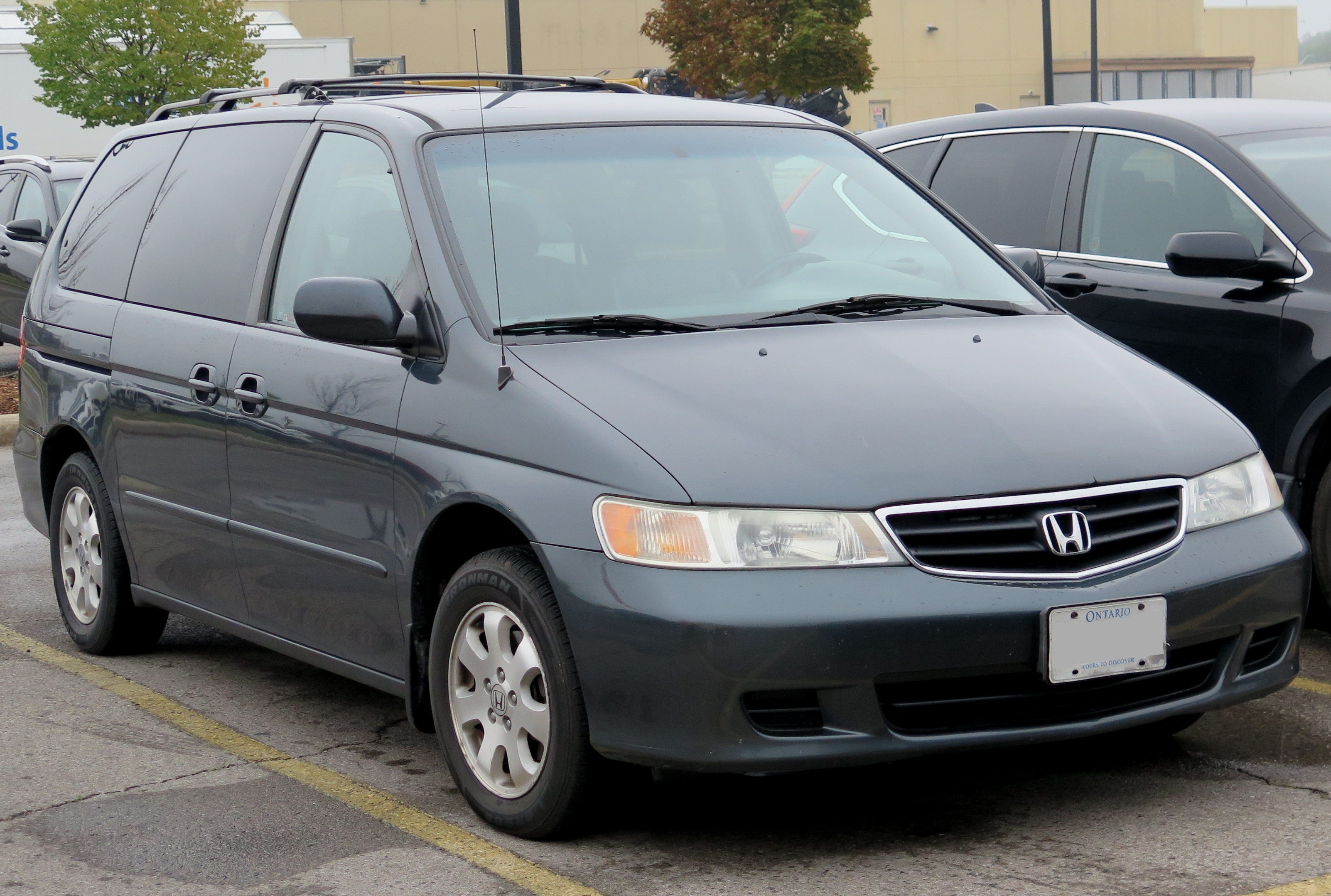
Honda Odyssey 2002 (Canadá)

La Odyssey recibió un aumento significativo de potencia de 210 a 240 CV (157 a 179 kW) a finales de 2001 para el modelo del año 2002. Algunas de las mejoras más importantes incluían la incorporación de un tercer acabado, EX-L, que introducía por primera vez asientos de cuero en el Odyssey, así como opciones de sistemas de entretenimiento basados en VHS y DVD para los modelos EX-L sin navegación. También se añadió una transmisión automática de cinco velocidades, airbags laterales para el torso (no airbags laterales de cortina), frenos de disco traseros y algunas mejoras estéticas menores tanto en el exterior como en el interior. 

### Problemas de transmisión
La transmisión automática de 4 velocidades de los modelos de 1999 a 2001 era poco durable. El portavoz de Honda, Mike Spencer, declaró que los modelos de cuatro velocidades estaban afectados por un cojinete defectuoso que podía romperse y esparcir fragmentos de metal que obstruían los conductos de fluido de la transmisión, provocando cambios erráticos. Honda respondió a los problemas ampliando la garantía de la transmisión de los modelos estadounidenses de 1999 a 2001 a 7 años o 160.900 km (100.000 millas). Un acuerdo de demanda colectiva amplió aún más la cobertura a 175.400 km (109.000 millas) o 93 meses para algunos Odyssey 1999-2001 en EE. UU. Canadá no está incluido. La transmisión automática de cinco velocidades se instaló por primera vez en el Odyssey para el modelo de 2002, pero la fiabilidad general de la transmisión de 1999-2003 era escasa según Consumer Reports. Spencer dijo que los modelos de cinco velocidades normalmente se dañaban por el desgaste prematuro del paquete de embrague de la tercera marcha. Al desgastarse, el material de fricción del embrague esparcía fragmentos por el interior de la caja de transmisión, obstruyendo los conductos de fluido y provocando cambios erráticos. Los conductores podían sufrir deslizamientos, cambios deficientes o inexistentes, o cambios bruscos de quinta a segunda marcha.
En algunas condiciones, surgía otro problema con la transmisión de 5 velocidades. La segunda marcha podía sobrecalentarse y romperse, provocando el bloqueo de la transmisión. Se añadió un surtidor de aceite para lubricar esta marcha, pero esto no solucionó el problema del embrague de la tercera La adición del enfriador de transmisión Honda con el paquete de remolque todavía permite temperaturas del líquido de transmisión demasiado altas. Pero se requería junto con un refrigerador de la dirección asistida para cualquier remolque, o la garantía quedaría anulada. Los Acura CL, TL, MDX y Honda Accord sufrieron problemas similares.

### Honda LaGreat

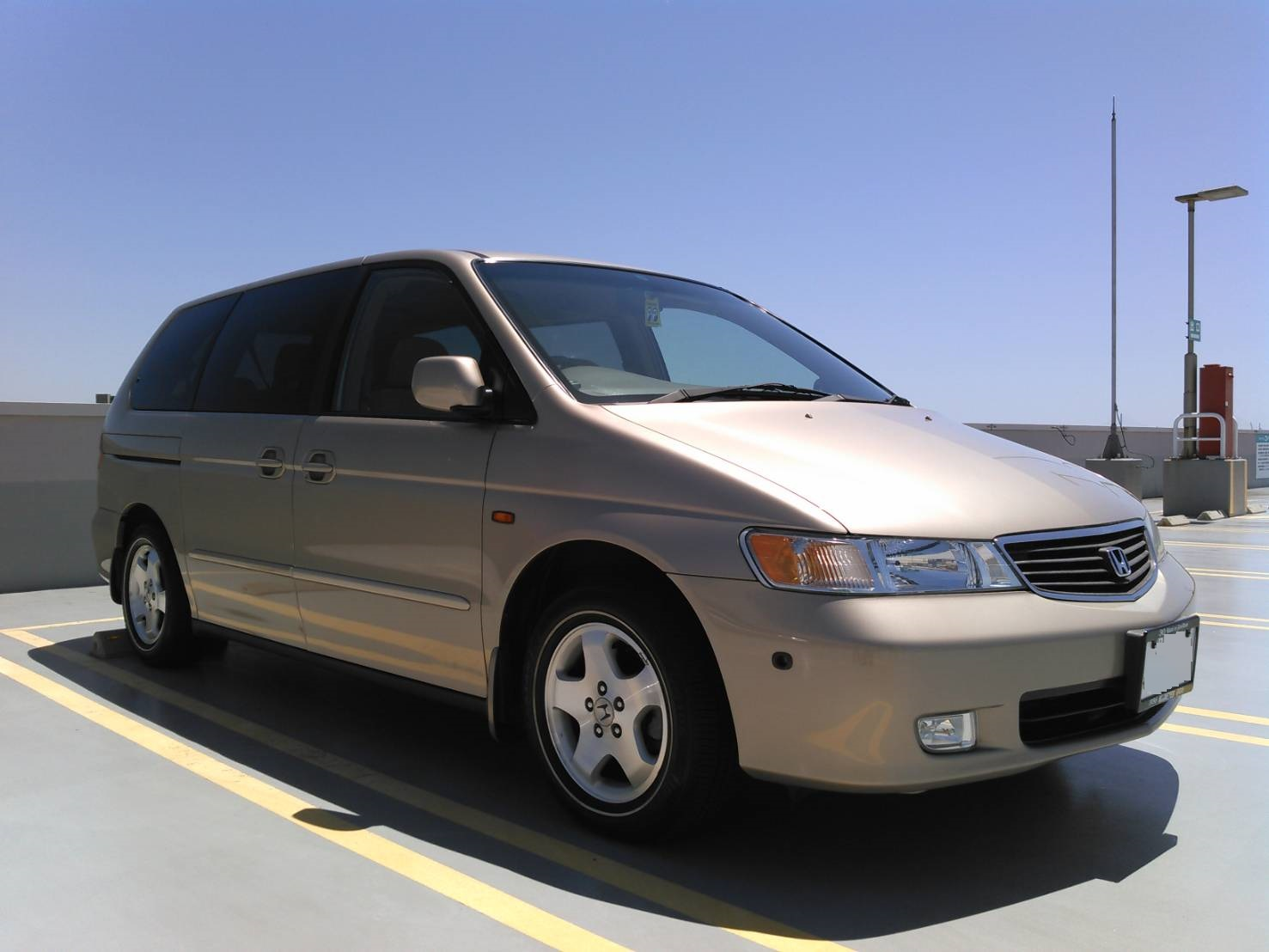
Honda LaGreat

LaGreat fue una versión renombrada del Odyssey norteamericano de segunda generación exclsuiva para Japón. El LaGreat se anunció en 1999 como un modelo más grande y lujoso que el Honda Odyssey japonés existente. La producción del modelo continuó hasta 2005, cuando fue sucedido por el Elysion. Estaba equipado con lo último en tecnología de ese entonces, un sistema de navegación y una unidad trasera de entretenimiento con DVD. Además, de 2002 a 2005, la LaGreat disponía de faros antiniebla y airbags laterales de cortina opcionales.
Fue un fracaso debido a su alto precio y a la enonomía en combustible que era peor que la competencia. LaGreat fue considerado un vehículo de lujo en Japón debido a las  normativas de dimensiones del Gobierno japonés y a las obligaciones de impuestos de circulación que los propietarios japoneses tenían que pagar cada año. 

## Tercera generación (2005-2010)

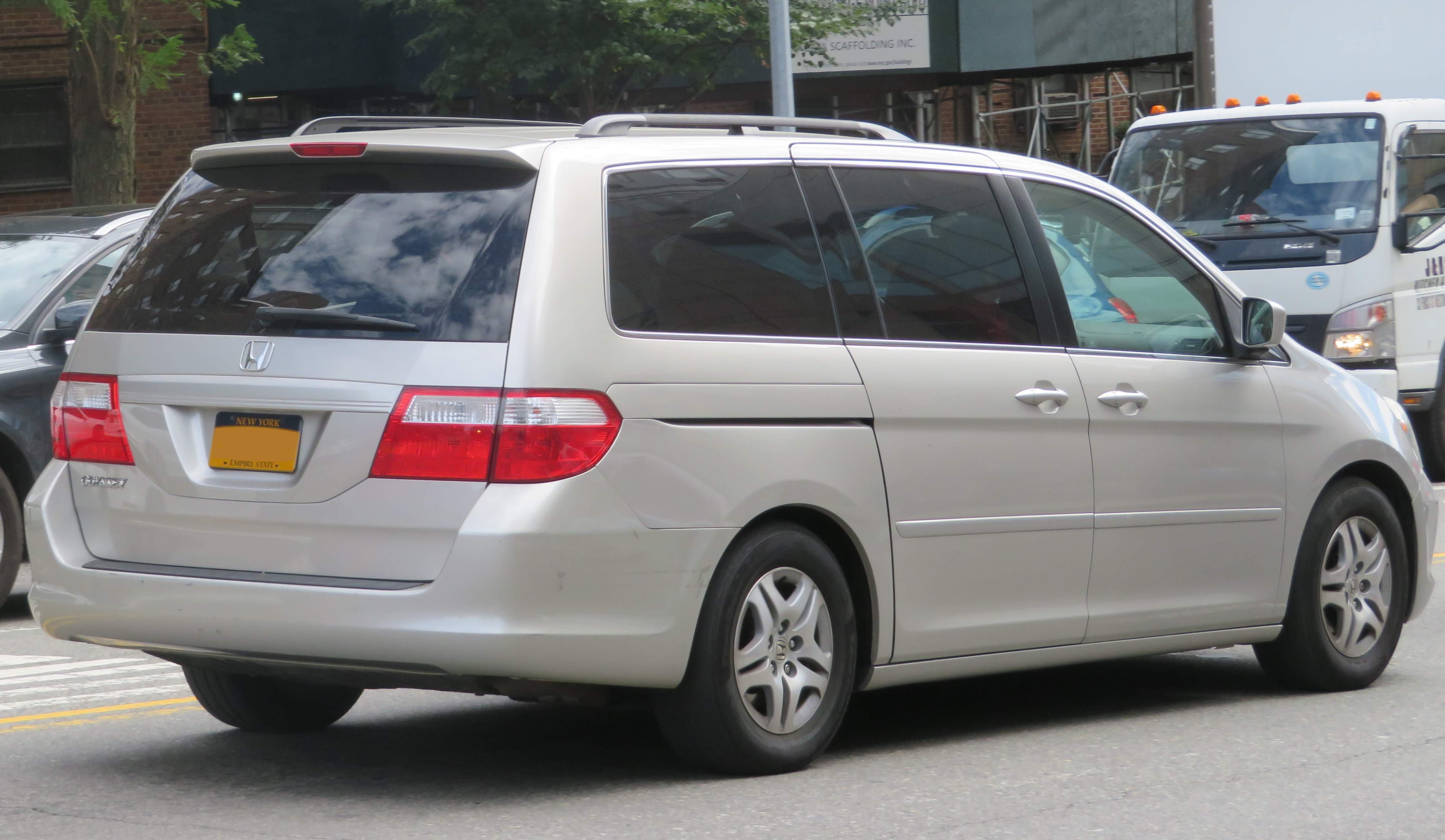
Odyssey 2007 (RL3)

Honda introdujo el tercer modelo del Odyssey en agosto del 2004, como modelo 2005. El vehículo creció en cuanto a dimensiones y peso se refiere, pero mantuvo el mismo espacio interior que sus anteriores generaciones.
Honda introdujo la ingeniería de carrocería ACE en la tercera generación del Odyssey, que posteriormente se utilizó en la octava generación del Honda Civic. Todos los modelos incluyen airbags laterales de cortina y control electrónico de estabilidad. Ambas características no estaban disponibles anteriormente. La potencia de los motores se incrementó a 190 kW (255 CV) (recalificada a 182 kW (244 CV) por las nuevas directrices SAE J1349 y utilizada en las descripciones de los modelos a partir de 2006), y los modelos EX-L y Touring incorporaron el sistema de gestión variable de cilindros (VCM) de Honda. Esto permitió que esta furgoneta recibiera unos índices de consumo de combustible de la Agencia de Protección Medioambiental de EE.UU. (EPA) de 20 mpg-US (12 L/100 km; 24 mpg-imp)/28 mpg-US (8,4 L/100 km; 34 mpg-imp) para el modelo del año 2005. (12 l/100 km; 23 mpg-imp)/25 mpg-US (9,4 l/100 km; 30 mpg-imp) para los modelos LX y EX no equipados con VCM)[25] Estas cifras se revisaron en 2007, pasando a 17/25 para los modelos equipados con VCM y a 16/23 para los modelos no equipados con VCM La aceleración era ligeramente más lenta que en los modelos de la segunda generación. En la edición anual de Consumer Reports 2005, el monovolumen obtuvo la mejor calificación en la categoría de monovolúmenes.
Los problemas de este modelo, incluían la integridad de la carrocería, que incluye el desgaste y la oxidación de la pintura, los parachoques de los herrajes de la carrocería que están sueltos, el sistema de audio, los frenos y la suspensión, según la edición de Consumer Reports de abril de 2006. Según la edición en Internet de Consumer Reports de junio de 2016, los problemas de transmisión fueron mejores que la media en los modelos de 2006. Las calificaciones de las pruebas de choque han sido de cinco estrellas en todas las pruebas, pero el 2005 tuvo un problema de seguridad. "Durante la prueba de impacto lateral, la puerta del conductor se desenganchó y se abrió. La apertura de una puerta durante un choque lateral aumenta la probabilidad de expulsión de los ocupantes" 
El Odyssey ha sido uno de los 5 mejores monovolúmenes de Car and Driver en los últimos tres años, además de otros muchos premios. Fue el monovolumen mejor clasificado en las listas de US News. El Odyssey 2007-2009 fue el monovolumen más vendido en Estados Unidos.

### Rediseño de 2008 (RL4)

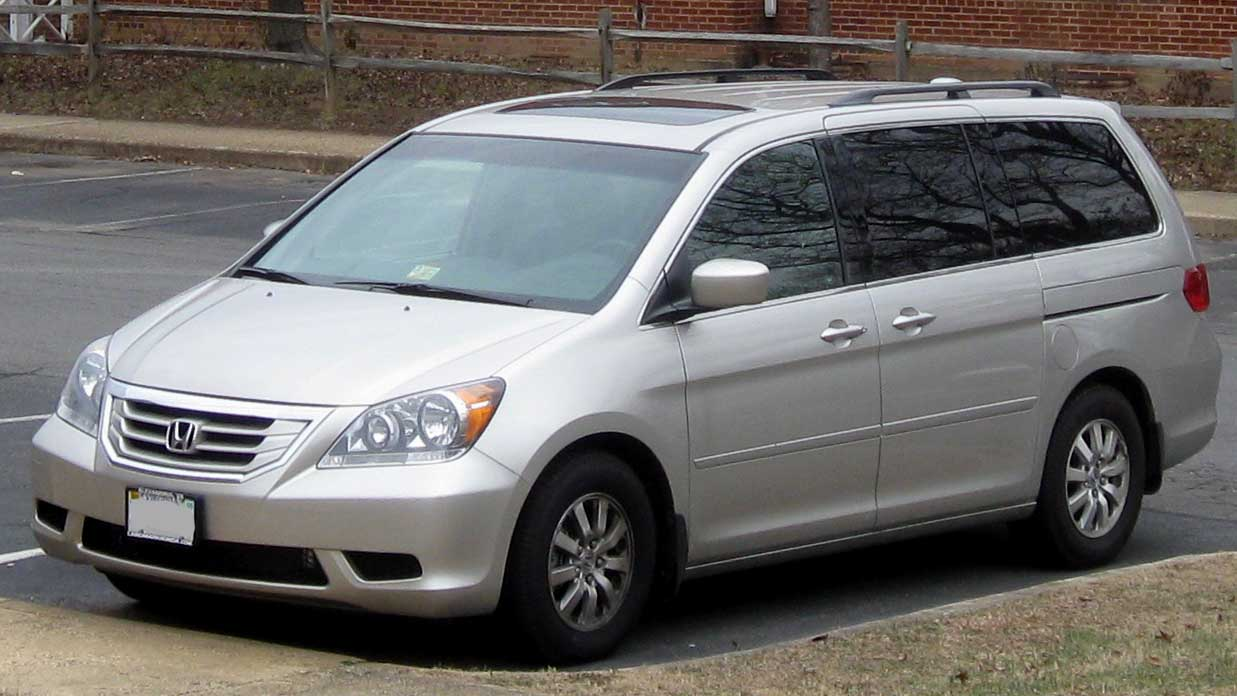
Odyssey 2008 (RL4)

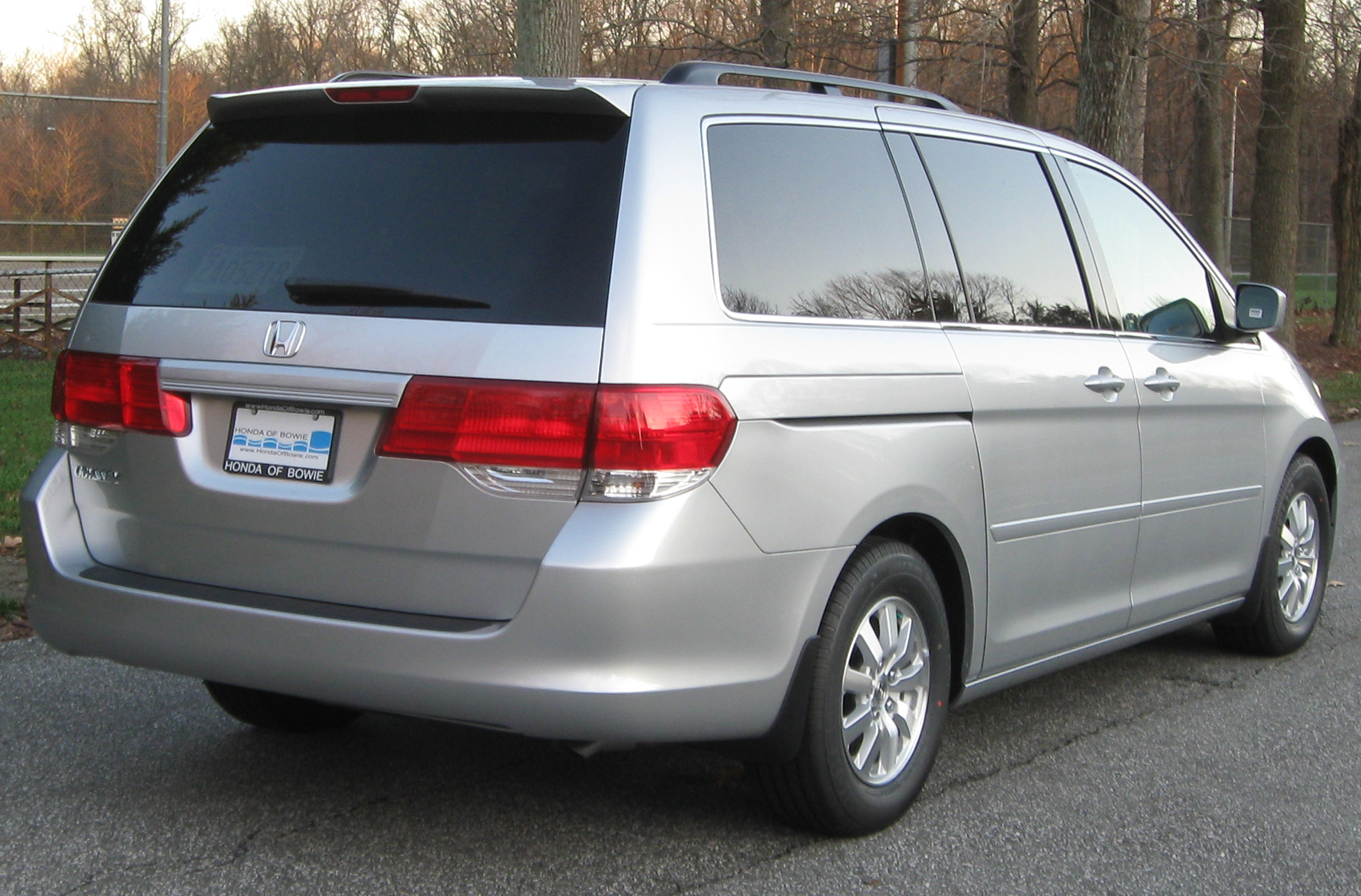
Odyssey EX

Para el modelo de 2008, recibió un lavado de cara. Todos los modelos se equiparon con reposacabezas delanteros activos, luces de circulación diurna y un salpicadero, parrilla y faros traseros rediseñados. Una toma AUX de audio se convirtió en equipamiento de serie. La cámara de marcha atrás, que antes sólo se incluía en los modelos equipados con navegación, se integró en el retrovisor del EX-L sin navegación. Los modelos Touring incorporaban Bluetooth para todos los dispositivos equipados con Bluetooth, la navegación se convertía en un elemento de serie y se actualizaba el diseño y el tipo de letra del distintivo especial, que seguía utilizándose en la quinta generación. Los modelos EX, EX-L y Touring venían de serie con el renovado asiento extraíble "Plus One" con compartimentos adicionales. El climatizador automático para los asientos traseros, una característica del Touring, se amplió a los modelos no Touring equipados con un climatizador trizona.
Los modelos EX-L y Touring recibieron una versión revisada del motor J35A7 existente con VCM ahora también presente en un cilindro del banco delantero para funcionar con 3 o 4 cilindros en función de la carga del motor.

## Cuarta generación (2010-2017)

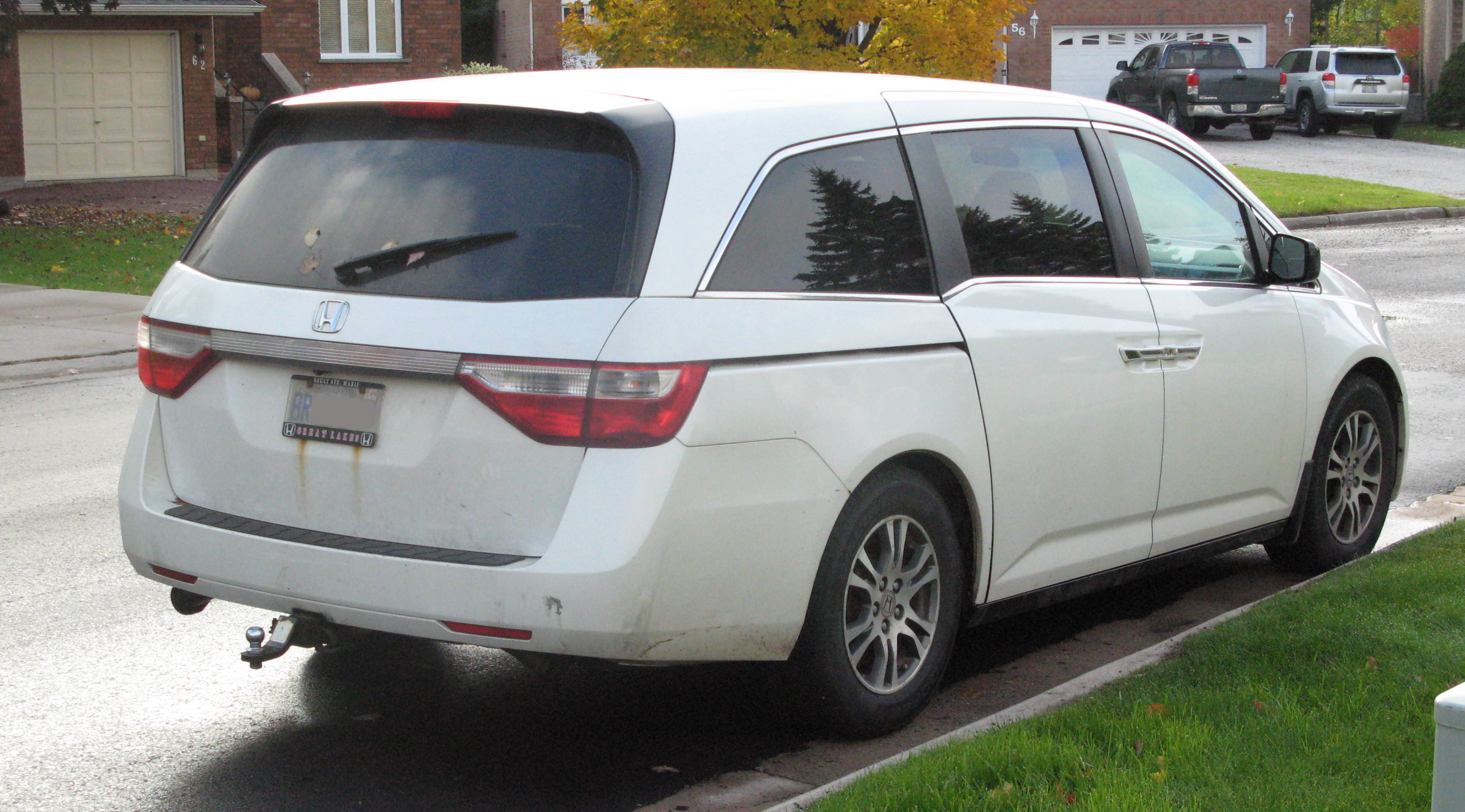
Odyssey 2013

Honda presentó la Odyssey Concept 2011 en el Chicago Autoshow, y oficialmente se comercializado el 17 de junio de 2010, con una carrocería más grande y ancha, una línea de techo más baja y un estilo revisado. 
En comparación con su predecesor, la Odyssey de cuarta generación es 20 mm más largo, 53 mm más ancho y entre 10 y 15 mm más bajo. La carrocería está fabricada con un 59% de acero de alta resistencia, con un límite elástico de 390 a 1.500 MPa. Los niveles de acabado incluían los modelos LX, EX, EX-L, Touring y Touring Elite. El nivel de acabado Touring Elite era nuevo para esta generación. Introdujo opciones que incluían un sistema de audio de 12 altavoces y 650 vatios (Touring Elite), un sistema de navegación por satélite con GPS y disco duro controlado por voz con XM NavTraffic (Touring y superior, disponible EX-L), una entrada HDMI externa (Touring Elite),[30] una pantalla dividida de 16... 2" (410 mm) de pantalla dividida en los asientos traseros (Touring Elite), una "nevera" refrigerada por el aire acondicionado (EX-L y superiores), un asiento corrido abatible 60/40 en la tercera fila, una consola central extraíble en la primera fila (EX y superiores) y un nuevo volante compartido con el Accord de octava generación.
Todos los modelos Odyssey tienen un motor V6 J35Z8 de 3,5 L que produce 248 CV (185 kW) a 5.700 rpm y 250 lb⋅ft (339 N⋅m) de par a 4.800 rpm. La Gestión Variable de Cilindros (VCM) pasa a ser de serie en todos los modelos, a diferencia de su predecesor, que sólo incluía VCM en los modelos EX-L y Touring. La versión del VCM con modos de 3, 4 y 6 cilindros que se introdujo con el Odyssey 2008 siguió utilizándose con la cuarta generación del Odyssey.

### Rediseño de 2014

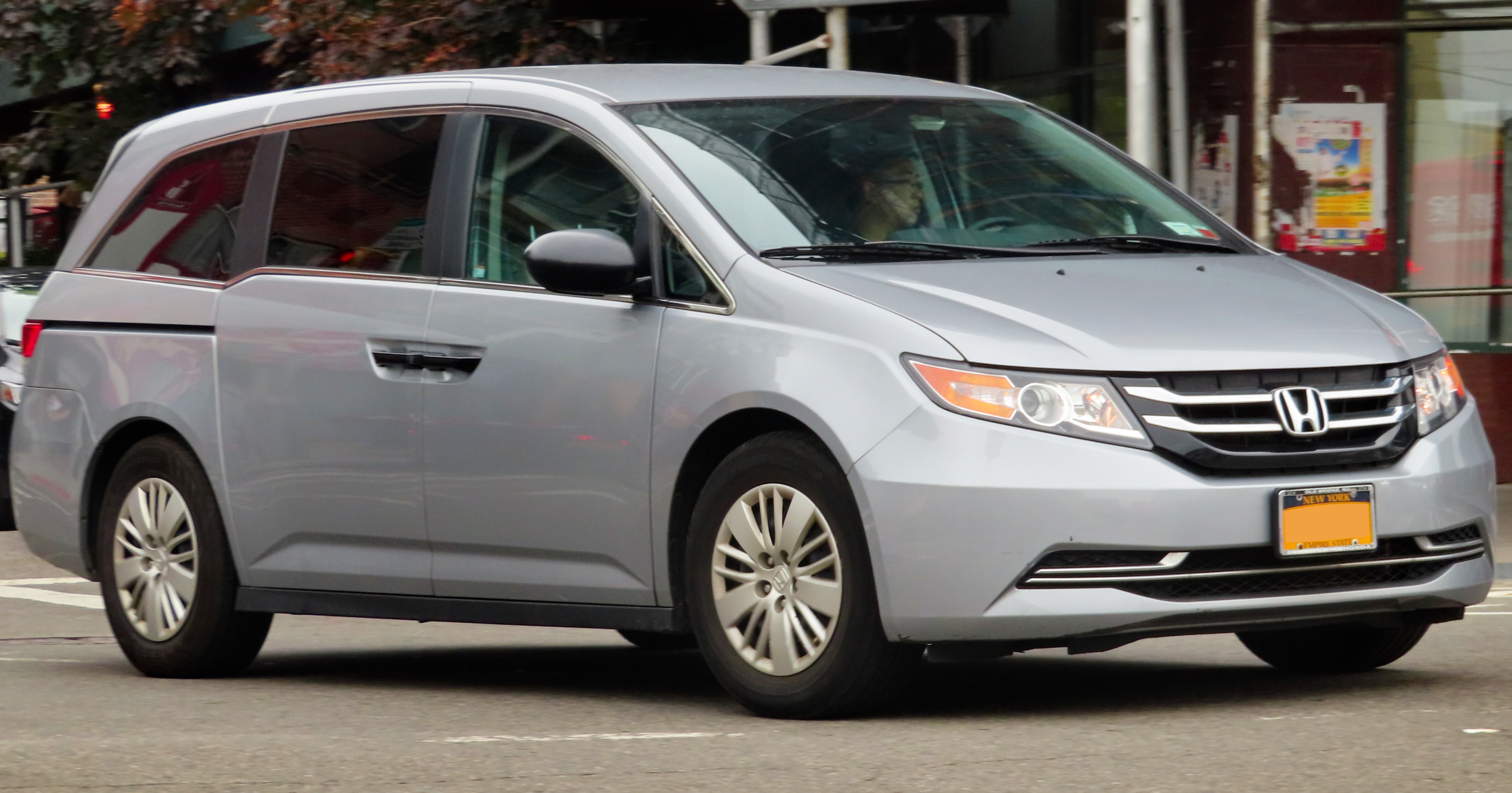
Odyssey 2014 (Rediseño frontal)

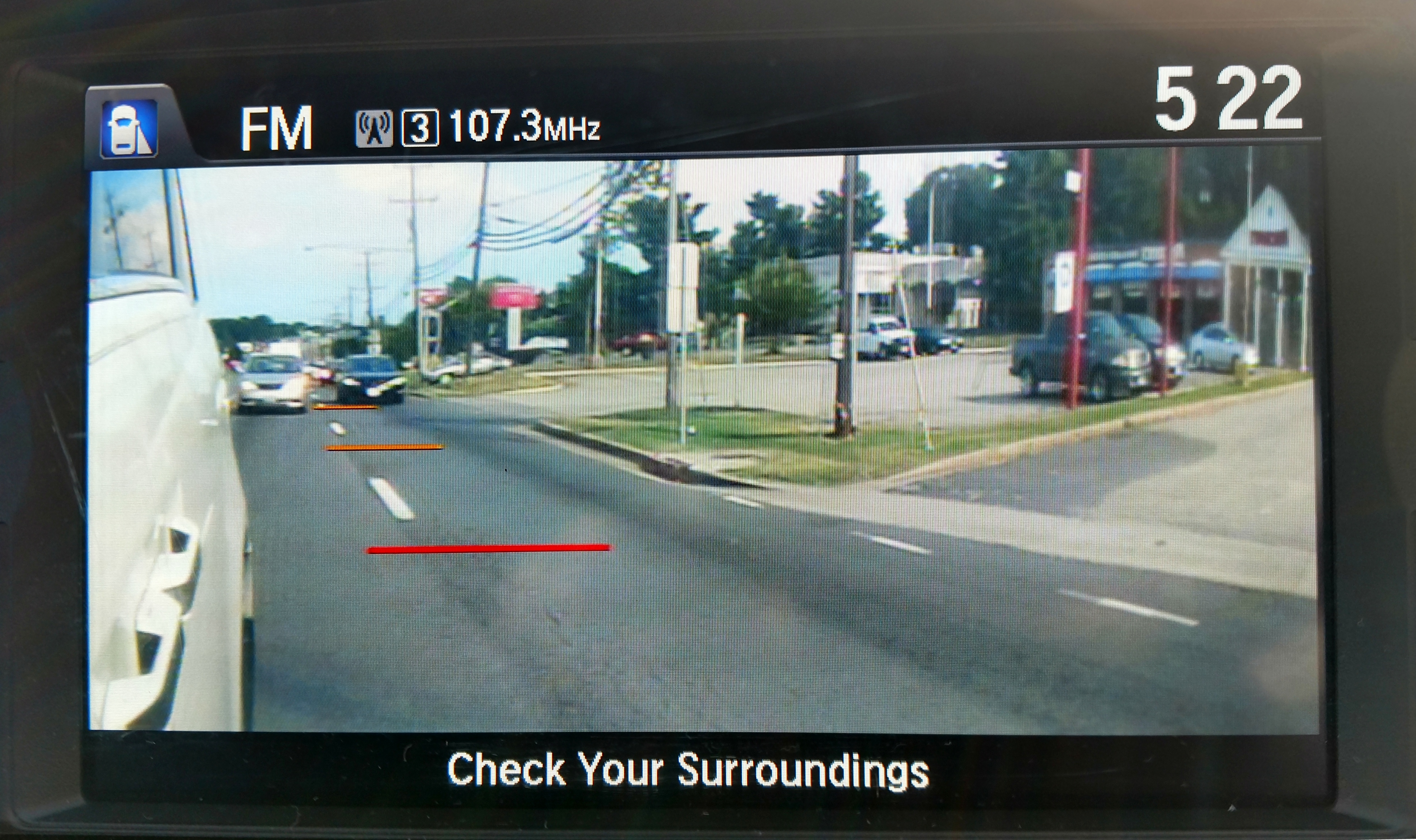
Cámara LaneWatch

Para el año modelo 2014, todos los modelos Odyssey recibieron una revisión general. Los cambios incluyen la transmisión automática de 6 velocidades, antes exclusiva para Touring, que se volvió estándar en todos los acabados, un estilo exterior más elegante con un nuevo capó de aluminio, guardabarros delanteros de aluminio, parrilla de doble barra y fascia delantera inferior revisada con luces antiniebla integradas opcionales, carcasas de faros delanteros de proyector con acabado más oscuro, disponibilidad de entrada inteligente y barras de luces traseras LED. En el modelo Touring Elite se incluye un sistema de aspiración integrado, que recibe el distintivo especial "Elite" para distinguirlo de los modelos Touring no Elite. La suspensión revisada utiliza brazos de control inferiores delanteros de aluminio. El Odyssey 2014 salió a la venta el 2 de julio de 2013.
Entre los nuevos elementos de seguridad incluidos en la actualización se encuentran una cámara LaneWatch alojada en el retrovisor lateral del acompañante o un sistema de vigilancia del ángulo muerto. También están disponibles la Alerta de colisión frontal (FCW) y la Alerta de cambio involuntario de carril (LDW), mientras que la cámara de marcha atrás de ángulo único con directrices dinámicas se ha convertido en equipamiento de serie.
El modelo SE, situado entre el EX y el EX-L, se limitó inicialmente al mercado canadiense, pero se puso a la venta en EE.UU. en el modelo del año 2016. En 2014 se comercializaron nuevos colores de pintura exterior, así como nuevos tejidos y molduras interiores.

## Quinta generación (2018-Actualidad)

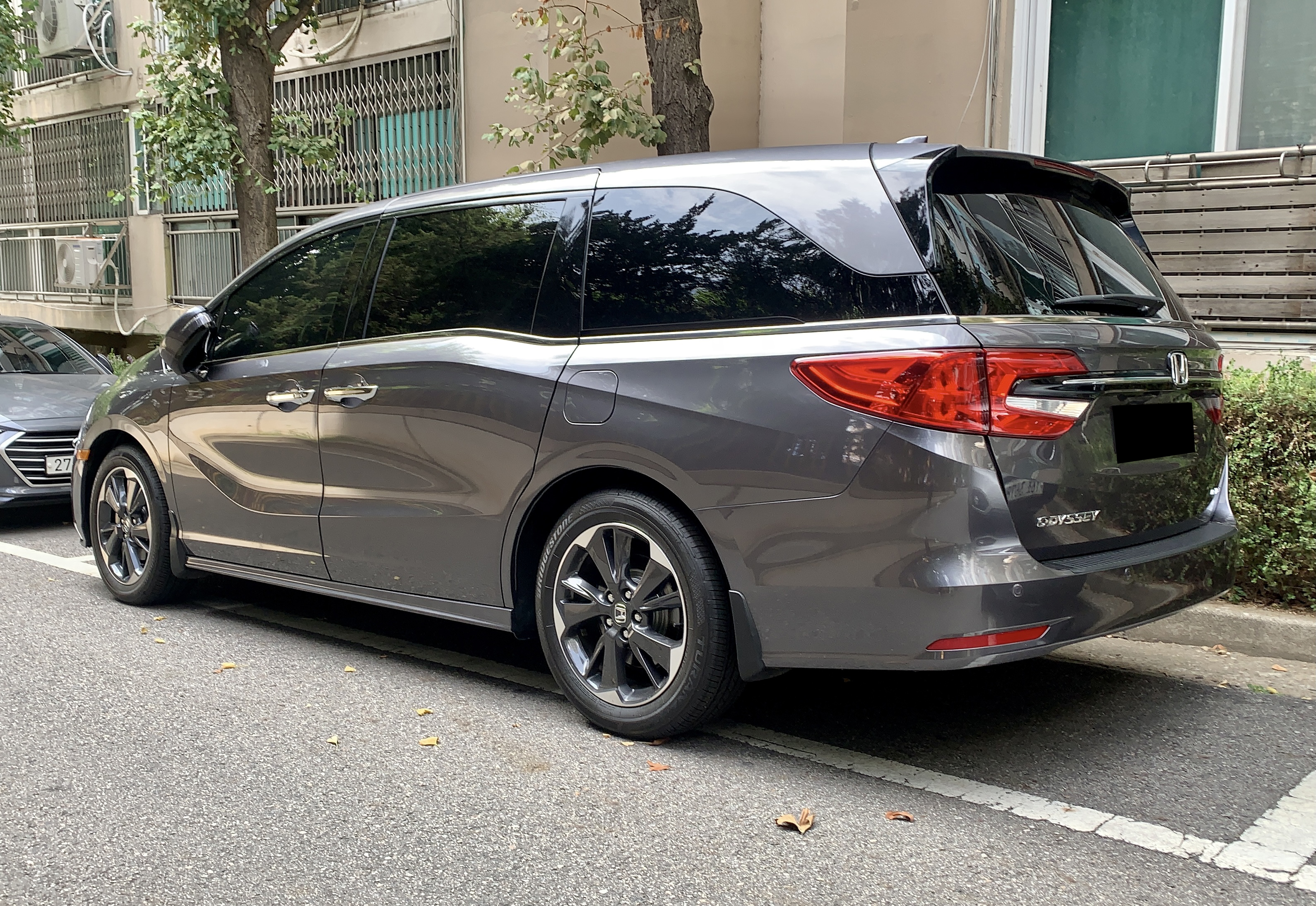
Odyssey 2018

La quinta generación de la Honda Odyssey fue revelada al público durante el North American Internacional Auto Show de 2017. La fábrica de Honda Manufacturing of Alabama (HMA), comenzó su fabricación el 26 de abril como modelo 2018. El modelo de alta gama Touring se equipo con una caja de diez velocidades automática, fabricada por Honda Precision Parts of Georgia (HPPG). El resto de modelos fueron equipados con una transmisión ZF9HP de nueve velocidades.
En comparación con su predecesora, la quinta generación es 18 mm más estrecha, 30 mm más alta y comparte la misma distancia entre ejes de 3 m. La carrocería está fabricada con materiales avanzados, como acero de ultra alta resistencia, aluminio y magnesio, que minimizan el peso hasta 34 kg (75 lb) y mejoran la rigidez torsional de la carrocería hasta un 44% respecto a la generación anterior. El uso de adhesivos estructurales en la carrocería ha aumentado en comparación con la cuarta generación, con 44 m. El acero de alta resistencia constituye el 55% de la carrocería. Al igual que el Acura MDX y el Pilot, el Odyssey rediseñado incorpora un anillo rigidizador exterior de la puerta delantera estampado en caliente de 1500 MPa y brazos de control inferiores de la suspensión delantera de aluminio forjado.
La Odyssey introdujo opciones que incluían una serie de sistemas de seguridad activa incluidos de serie en Honda Sensing, junto con la advertencia de colisión frontal (FCW) y la advertencia de salida de carril (LDW), asientos Magic Slide en la segunda fila, así como CabinTalk y CabinWatch El asiento del conductor ahora está disponible con soporte lumbar ajustable eléctricamente en 4 direcciones.
Todos los modelos Odyssey se encuentran equipados por el motor V6 J35Y6 de 3,5 L que rinde 280 CV (210 kW) a 6.000 rpm y un par de 262 lb⋅ft (355 N⋅m) a 4.700 rpm. Este motor volvió a utilizar una versión de Gestión Variable de Cilindros (VCM) que solo tiene un modo de 3 cilindros y 6 cilindros, a diferencia de los modos de 3, 4 y 6 cilindros que se encontraban en las Odyssey de 2008 a 2017. Al igual que sus predecesores, este motor utiliza una correa de distribución con reemplazo programado requerido.
En 2020, todos los modelos de serie equiparon la transmisión de 10 velocidades, siendo la ZF de nueve velocidades descontinuada.

### Rediseño de 2021

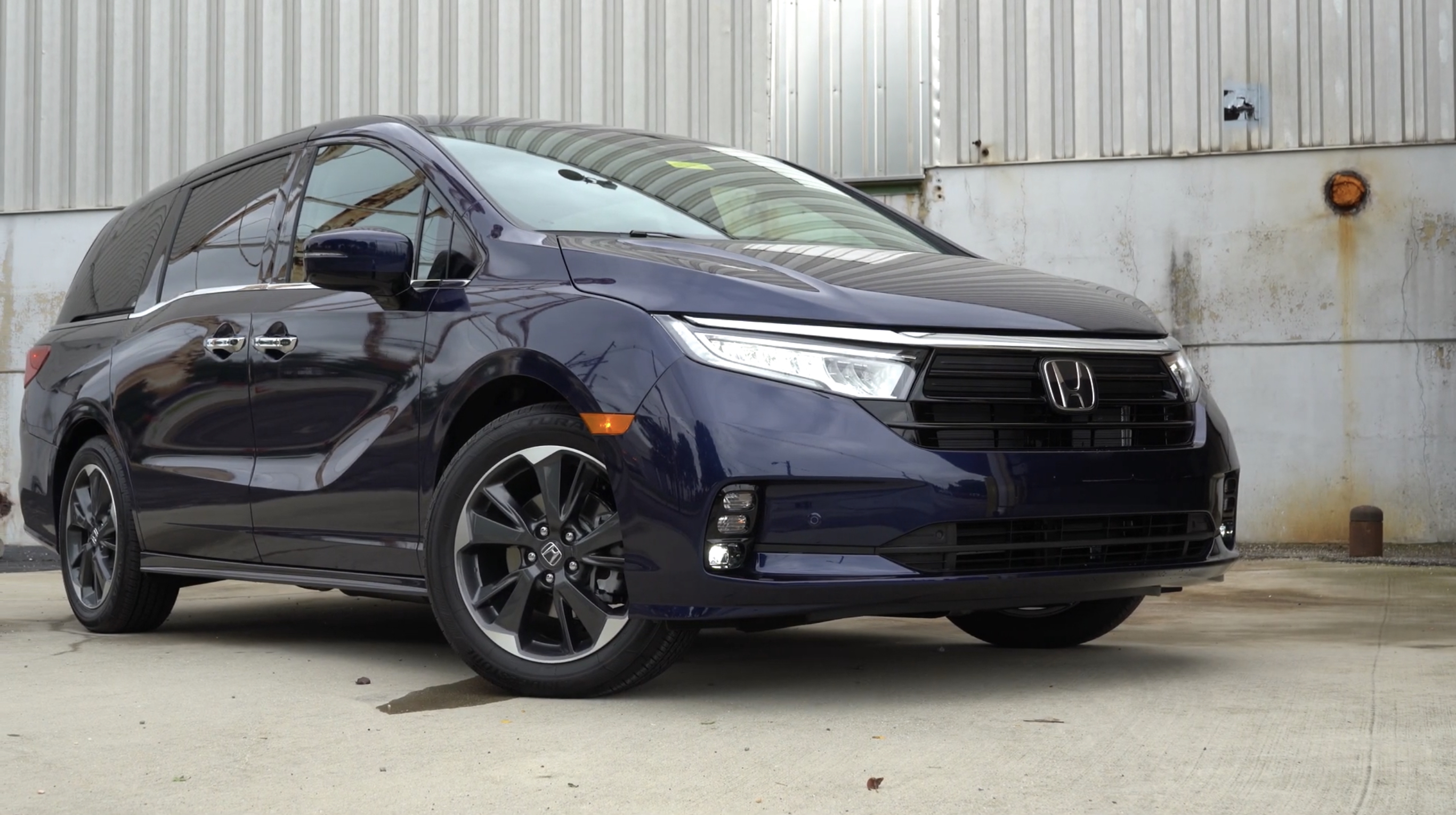
Odyssey 2021

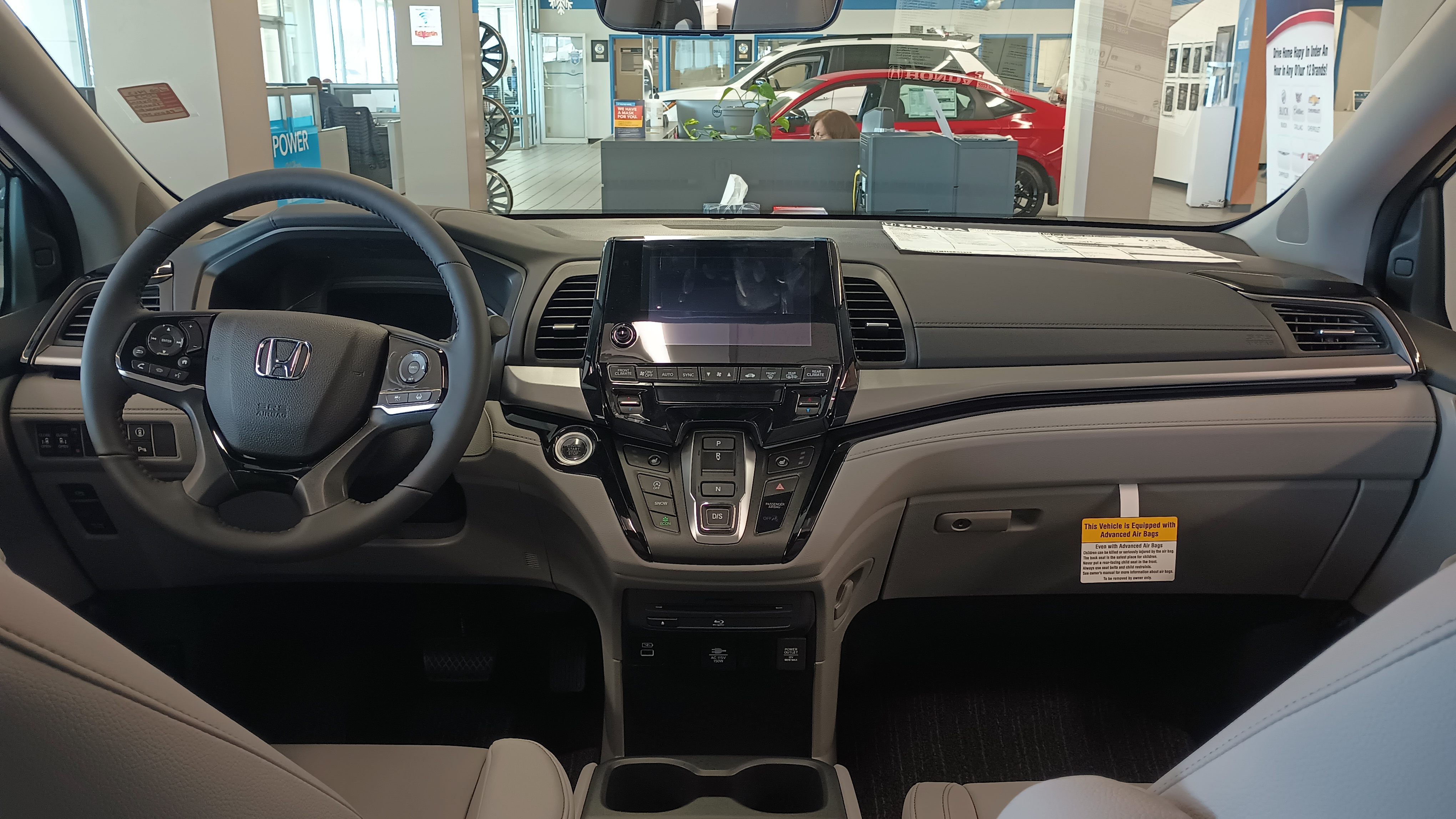
Interior

Para el modelo 2021, la Odyssey presenta un rediseño menor que incluye una parrilla delantera rediseñada y un embellecedor en el portón trasero, y añade ajuste lumbar eléctrico de 4 posiciones al asiento del pasajero delantero junto con opciones de cuero perforado con ribetes en contraste. Honda Sensing es de serie en todos los acabados. El sistema CabinWatch incorpora un recordatorio para los ocupantes de los asientos traseros que ayuda a prevenir los golpes de calor entre los niños. Las mejoras en los faros delanteros para el modelo 2022 del año siguiente convierten al Odyssey 2022 en un IIHS Top Safety Pick+.
Para 2023, se descontinúa el acabado LX base, y se coloca un nuevo acabado Sport entre EX-L y Touring que cuenta con un interior y exterior de estilo deportivo, con una diferencia notable de que es el único acabado con manijas de las puertas del color de la carrocería, del primer año modelo y generación de Odyssey desde la Odyssey de tercera generación (2010) en tener acabados con manijas de las puertas del color de la carrocería.

## Vehículo de exportación
A mediados de 2012, Honda empezó a exportar a Filipinas la cuarta generación del monovolumen norteamericano Odyssey. La exportación del Odyssey a ese mercado cesó en 2015.
Una versión del Odyssey norteamericano de segunda generación se vendió en Japón con el nombre de Honda LaGreat.
El Odyssey fabricado en HMA en Alabama también se ha exportado a Canadá, México, Sudamérica, Corea del Sur y Oriente Medio.